# Catoeme brincki
Catoeme brincki är en skalbaggsart som beskrevs av Friedrich F. Tippmann 1959. Catoeme brincki ingår i släktet Catoeme och familjen långhorningar. Inga underarter finns listade.